# Zhroucený stát
Zhroucený stát (synonyma: zhroucení vlády, zhroucená vláda, selhání státu, selhání vlády, zhroucení státu) je taková země, která neplní své základní funkce. Jde tedy o případy, kdy vláda nemá kontrolu nad územím státu, nedokáže zajistit základní potřeby svých občanů nebo o případ, kdy v zemi vůbec žádná centrální moc neexistuje. K takové situaci může dojít v důsledku politického, hospodářského i společenského vývoje. Se zhroucenými státy je spojena řada rizik - počínaje strádáním jejich obyvatel, přes vlny uprchlíků a tím i šíření krize do dalších regionů a konče globálními bezpečnostními riziky. Proto se mezinárodní organizace snaží adresovat speciální potřeby těchto zemí v rámci programů humanitární pomoci a rozvojové spolupráce. Za zhroucený stát bývá považována například Libye, která se po svržení libyjského vůdce Kaddáfího propadla do chaosu.